# Peek-a-Boo
«Peek-a-Boo» (en hangul, «피카부»; romanización revisada, Pikabu) es una canción interpretada por el grupo surcoreano Red Velvet. Lanzada el 17 de noviembre de 2017 como sencillo principal del álbum Perfect Velvet, fue escrita por Kenzie y producida por Jonatan Gusmark, Ludvig Evers, Cazzi Opeia, y Ellen Berg Tollbom. Es considerada una pista de dance pop de ritmo rápido con elementos de house tropical. Además, fue regrabada en japonés para el EP Sappy, que se lanzó el 29 de mayo de 2019.
El sencillo recibió críticas mayormente positivas de los expertos, quienes destacaron la evolución del grupo al pasar de la imagen brillante y efervescente de sus dos últimos sencillos, «Rookie» y «Red Flavor», a un sonido más maduro. Tamar Herman, de Billboard, describió el terma como «una continuación estilística» de «Ice Cream Cake» (2015), que según ella tenía la misma «melodía cromática y envolvente y el provocador estribillo coral». La canción logró un gran éxito, alcanzando el segundo puesto en Gaon Digital Chart y en World Digital Songs de Billboard. Para octubre de 2020, había superado los 2.500.000 descargas en Corea del Sur, convirtiéndose en el cuarto sencillo del grupo en lograr esta cifra.
Para promocionar el sencillo, el grupo realizó una presentación el día de su lanzamiento y promocionó la canción en varios programas musicales en Corea del Sur. También lo interpretó en varias premiaciones, junto con «Red Flavor».

## Antecedentes y composición
Tras concluir la promoción de The Red Summer y cerrar su primer concierto Red Room en agosto de 2017, varios medios surcoreanos informaron que Red Velvet tenía prevista su tercer regreso del año para el 30 de octubre. Ese mismo día, SM Entertainment confirmó la noticia.
SM reveló el título del nuevo sencillo de y el del álbum, Perfect Velvet el 8 de noviembre. El grupo tiene un concepto dual en su música e imagen: su lado «red» es brillante y optimista, como en su sencillo «Red Flavor», mientras que «velvet» es más suave y sofisticado, con canciones de R&B y balada. En una entrevista con X Sports News, la agencia mencionó que querían mostrar una «versión mejorada» del concepto «velvet». La canción se describe como parte de este concepto, pero con toques de su lado «red», lo que la discográfica consideró la fórmula perfecta.
«Peek-a-Boo» fue compuesta por Ludvig Evers, Jonatan Gusmark, Ellen Berg Tollbom y Cazzi Opeia, quien en junio de 2017 reveló que había escrito una canción para el grupo.Musicalmente, «Peek-a-Boo» se describió como una canción de dance pop. La canción fue compuesta en Do sostenido menor, con un tempo de 115 pulsaciones por minuto. Para el videoclip, Joy grabó su risa para un segmento, pero finalmente se usó la voz de la demo. La letra, escrita por Kenzie, compara una nueva relación romántica con un juego travieso entre niños.

## Videoclip
El vídeo musical fue lanzado el mismo día que el sencillo y el álbum. Dirigido por Kim Ji-yong, fue filmado en una antigua casa en Los Ángeles. Kyle Hanagami, quien ya había trabajado con el grupo en varias ocasiones, como en «Be Natural» (2014), «Ice Cream Cake» (2015), «Russian Roulette» (2016) y «Red Flavor», coreografió el baile, que incluye un movimiento de mano similar al emoji del «OK».
El videoclip descrito por Billboard como «seductoramente asesino», presenta un tema más oscuro que sus canciones anteriores. Con una trama similar a las películas de terror de cine B, comienza con las cinco chicas, vestidas con ropa de arcoíris, mirando una luna llena desde el porche de una casa antigua. En varias escenas, las mismas aparecen con armas como un hacha y una ballesta, mientras realizan rituales misteriosos. Un repartidor de pizzas es atraído y engañado para que juegue con ellas, pero al intentar escapar, las cinco lo persiguen y el vídeo termina con su uniforme en una caja de vidrio vacía. Este video refleja el cambio de imagen del grupo a partir de «Red Flavor». Lai Frances, de PopCrush, comentó que el grupo dejó los escenarios saturados y adoptó un estilo más oscuro, mientras canalizaba su «Wednesday Addams» interna. The Michigan Journal lo comparó con una película de terror de Hollywood de la década de 1930. Wendy, la vocalista principal, admitió que le costó interpretar el papel de una «mujer fatal», pero Seulgi expresó que le gustaba el sonido pop más oscuro y el vídeo espeluznante, añadiendo que «la gente sentirá más curiosidad porque es misterioso y encantador al mismo tiempo».

## Recepción

### Crítica
«Peek-a-Boo» recibió críticas mayormente positivas de los expertos musicales. Tras haber presentado una imagen más brillante que reflejaba la parte «red» del concepto del grupo, representada por su sencillo anterior «Red Flavor», el regreso «velvet», más suave y maduro, fue considerado un movimiento audaz y arriesgado, dada la popularidad de «Red Flavor». Seon Mi-kyung, de Osen, destacó que el cambio de identidad y estilo del grupo es digno de mención, ya que muestra su crecimiento como artistas. Kookmin Ilbo elogió todas las canciones del álbum, describiéndolas como «coloridas y sólidas», y calificó el sencillo como «una combinación de ritmos de batería intensos y melodías oscuras pero animadas». Al reflexionar sobre el notable aumento en la calidad musical en la última década, comentaron que la música de Red Velvet es un claro ejemplo de que ahora es posible crear este tipo de música. Kim Sang-hwa, de Oh My Star, comparó la transición de las canciones más dominantes y «red» del grupo a «Peek-a-Boo» con «una pelota de rugby de la que no estás seguro hacia dónde irá», pero elogió su experimentación musical y su «sonido orientado al futuro» como el más sólido de su carrera. Además, aclamó el álbum como uno de los discos más destacados de la música nacional lanzados ese año.
Tamar Herman, de Billboard, describió el terma como «una continuación estilística» de «Ice Cream Cake», que según ella tenía la misma «melodía cromática y envolvente y el provocador estribillo coral». Haciendo referencia al videoclip de la canción, Aubree Stamper, de The Michigan Journal, comentó que «la canción y su ritmo adictivo te atrapan, como al pobre chico de la pizza», y destacó su letra juguetona en el coro. Chase McMullen, de The 405, comparó al grupo con otros grupos femeninos populares que se limitan a conceptos «lindos» o «sexys», y las elogió por «negarse a ser etiquetadas» y «hacer de su versatilidad un punto fuerte». Destacó sus dos últimos sencillos como ejemplos de la diversidad de su música.

### Comercial
La pista debutó en el puesto 12 de Gaon Digital Chart y en el puesto 6 en la lista de Gaon Download Chart con 103,451 descargas. Una semana después, subió a la segunda y primera posición, respectivamente. Fue su tercer sencillo en estar en el top 5 ese año y su octavo tema en el top 10. Además, debutó en el puesto 3 de K-pop Hot 100 durante la semana del 27 de noviembre, subiendo al puesto 2 la semana siguiente, igualando el éxito de «Red Flavor».
En Estados Unidos, alcanzó el puesto 2 en la lista World Digital Songs, empatando con su récord anterior logrado con «Russian Roulette» en 2016. En Japón y Filipinas, debutó en los puestos 36 y 62 del  Japan Hot 100 y Philippine Hot 100, respectivamente, siendo su segundo sencillo en ingresar a estas listas en 2017.

## Posicionamiento en listas

### Listas semanales
| Lista (2017)                         | Mejor posición |
| ------------------------------------ | -------------- |
| Japón (Japan Hot 100)                | 36             |
| Filipinas (Philippine Hot 100)       | 62             |
| Corea del Sur (Gaon Digital Chart)   | 2              |
| Corea del Sur (K-pop Hot 100)        | 2              |
| Estados Unidos (World Digital Songs) | 2              |

### Lista mensual
| Lista (2017)                       | Mejor posición |
| ---------------------------------- | -------------- |
| Corea del Sur (Gaon Digital Chart) | 7              |

## Historial de lanzamiento
| País          | Fecha                   | Formato          | Discográfica                    |
| ------------- | ----------------------- | ---------------- | ------------------------------- |
| Corea del Sur | 17 de noviembre de 2017 | Descarga digital | S.M. Entertainment, Genie Music |
| Mundo         | 17 de noviembre de 2017 | Descarga digital | S.M. Entertainment              |